# Anax amazili
Anax amazili är en trollsländeart som beskrevs av Hermann Burmeister 1839. Anax amazili ingår i släktet Anax och familjen mosaiktrollsländor. Inga underarter finns listade i Catalogue of Life.

## Bildgalleri

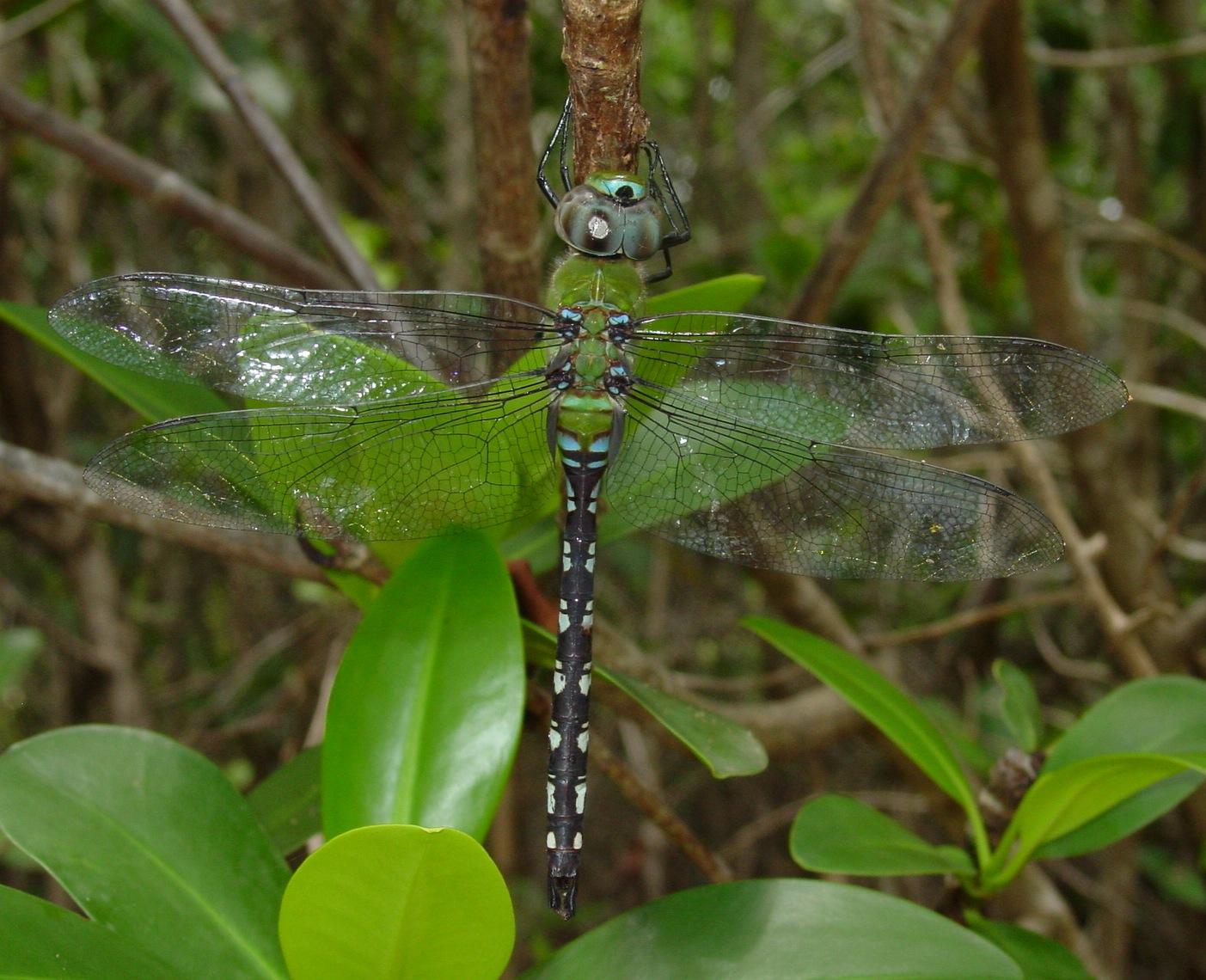